# Danieła Jordanowa
Danieła Jordanowa (ur. 8 marca 1976 w Sliwnicy) – bułgarska lekkoatletka, brązowa medalistka mistrzostw świata w 2007 roku z Osaki na dystansie 1500 m.
Testy antydopingowe przeprowadze 13 czerwca 2008 (poza zawodami) wykazały stosowanie przez zawodniczkę niedozwolonych środków. Na Bułgarkę nałożono karę dwuletniej dyskwalifikacji (18 sierpnia 2008 – 17 sierpnia 2010) a także anulowano jej rezultaty uzyskane od dnia przeprowadzenia testu (m.in. podczas mistrzostw kraju i I ligi pucharu Europy). W październiku 2008, po dyskwalifikacji Rosjanki Jeleny Sobolewej Jordanowa została przesunięta z 4. na 3. lokaty mistrzostw świata (2007) i halowych mistrzostw świata (2008).

## Rekordy życiowe
- Bieg na 1500 m – 3:59,10 (2004)
- Bieg na 2000 m – 5:35,83 (2004) rekord Bułgarii
- Bieg na 3000 m – 8:30,59 (2001) rekord Bułgarii
- Bieg na 5000 m – 14:56,95 (2000) rekord Bułgarii
- Bieg na 10 000 m – 32:40,23 (2006) rekord Bułgarii
- Bieg na 1500 m (hala) – 4:04,19 (2008) rekord Bułgarii
- Bieg na 3000 m (hala) – 8:47,45 (2000)